# Braunsapis hyalina
Braunsapis hyalina är en biart som beskrevs av Reyes 1993. Braunsapis hyalina ingår i släktet Braunsapis och familjen långtungebin. Inga underarter finns listade.

## Bildgalleri

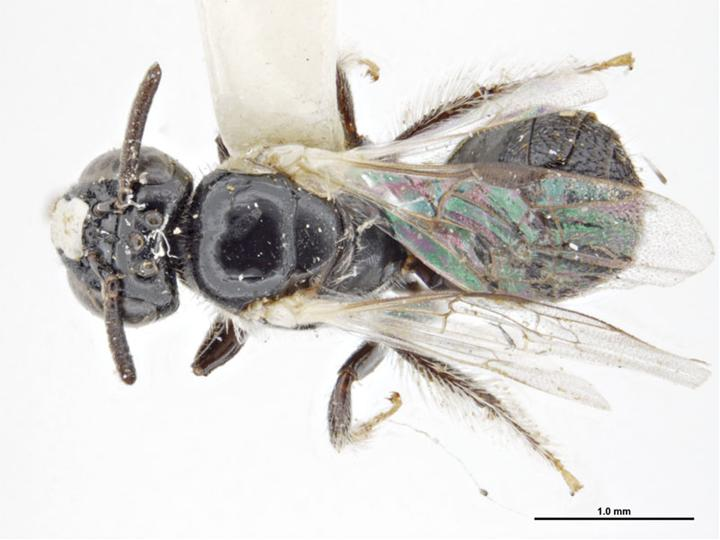
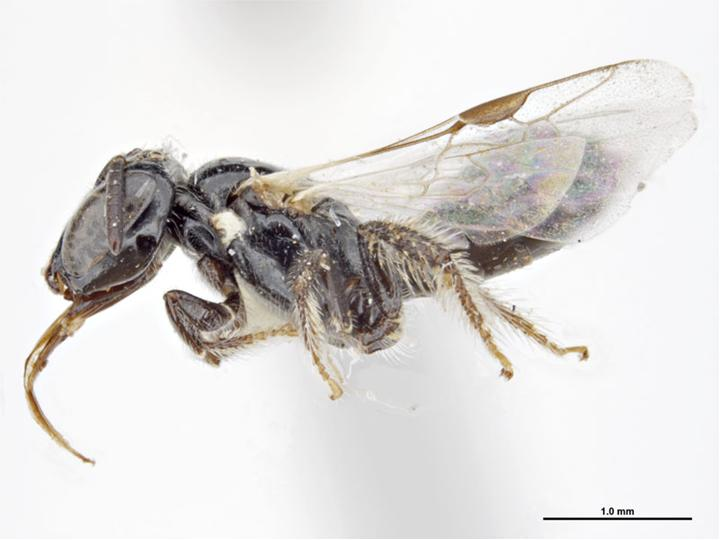
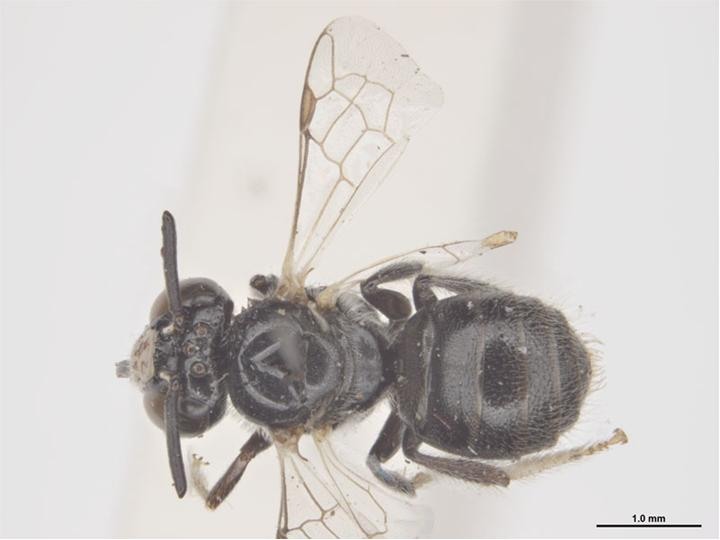
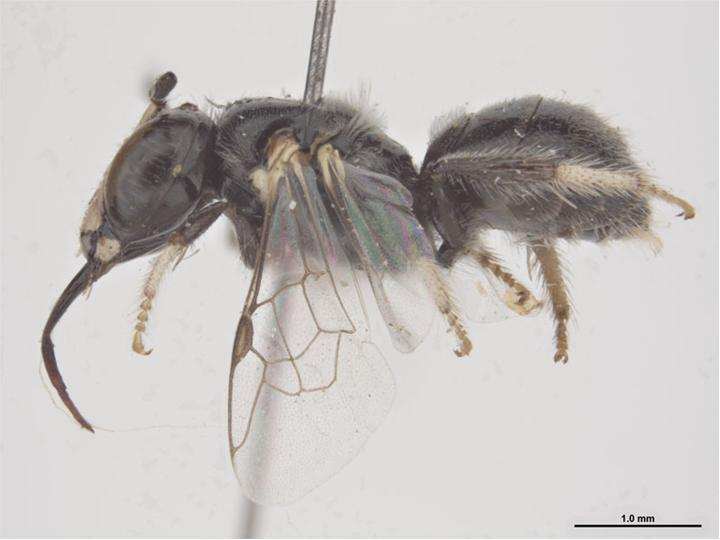